# Linda Newbery
Linda Iris Newbery (Romford, 12 agosto 1952) è una scrittrice britannica.

## Biografia
Nata nel 1952 a Romford, vive e lavora con il marito in un villaggio del Northamptonshire
Ha esordito nel 1988 con il romanzo per ragazzi Run with the Hare mentre lavorava come insegnante d'inglese.
Autrice prolifica, nel corso della sua carriera ha scritto numerosi romanzi per giovani e per adulti spesso ambientati nel passato (i due conflitti mondiali, l'età vittoriana..).
Dopo essere arrivata due volte in finale per la Carnegie Medal con Sisterland e The Shell House, nel 2006 ha vinto un Premio Costa con Set in Stone.

## Opere

### Serie Shouting Wind
- The Cliff Path (1995)
- A Fear of Heights (1996)

### Serie Cat Tales
- The Cat with Two Names (2000)
- The Cat Who Wasn't There (2009)
- Shop Cat (2009)

### Serie Barney
- Very Brave Dog (2011)
- Runaway Horse! (2011)
- Rescue Dog (2011)

### Altri romanzi
- Run with the Hare (1988)
- Hard and Fast (1990)
- Some Other War (1990)
- The Kind Ghosts (1991)
- The Wearing of the Green (1992)
- Riddle Me This (1993)
- The Marmalade Pony (1994)
- The Shouting Wind (1995)
- Smoke Cat (1995)
- Ice Cat (1996)
- Whistling Jack (1997)
- Flightsend (1999)
- The Nowhere Girl (1999)
- Star's Turn (1999)
- Blitz Boys (2000)
- The Damage Done (2001)
- The Little Mermaid (2001)
- No Way Back (2001)
- Break Time (2002)
- The Shell House (2002)
- Windfall (2002)
- Sisterland (2003)
- The Mystery of Mapplesham Market (2004)
- At the Firefly Gate (2004)
- Lost Boy (2005)
- Set in Stone (2006)
- Catcall (2006)
- Quella casa sulla collina (Nevermore, 2008), Milano, Salani, 2013 traduzione di Simona Brogli ISBN 978-88-566-1068-0.
- The Sandfather (2009)
- Un amico segreto in giardino (Lob, 2010), Milano, Salani, 2012 traduzione di Luisa Agnese Dalla Fontana ISBN 978-88-6256-721-3.
- Lucy and the Green Man (2010)
- The Treasure House (2012)
- Tilly's Promise (2014)
- Quarter Past Two On A Wednesday Afternoon (2014)
- The Brockenspectre (2014)
- The Key to Flambards (2018)

## Premi e riconoscimenti
- Carnegie Medal: 2002 finalista con The Shell House, 2003 finalista con Sisterland
- Costa Book Awards: 2006 vincitrice nella categoria "Libro per ragazzi" con Set in Stone